# 円通寺 (栃木県益子町)
円通寺（えんつうじ）は、栃木県芳賀郡益子町にある浄土宗の寺院である。山号は大沢山。院号は虎渓院。本尊は阿弥陀如来。

## 概要

### 歴史
1402年（応永9年）良栄の開山により創建されたと伝えられ、当初は学問寺だった。1541年（天文10年）に大伽藍の一部が焼失。1574年（天正2年）には勅願所となっている。江戸時代には江戸幕府から朱印状が与えられていた。

## 文化財

### 重要文化財（国指定）
- 表門 - 室町時代の1402（応永9）年に建築に伝わり、1511（永正7）年に墨書が残る。[2]

### 栃木県指定文化財
- 一切経堂：1809（文化6）年に再建[1]。
- 銅像阿弥陀如来立像・両脇侍
- 木造良栄上人像
- 木造阿弥陀如来坐像
- 正親町天皇綸旨
- 聖鬮賛
- 浄土総系図
- 月形函文書
- 浄土鎮西義名越派代々印璽脈譜
- 入定塚古墳